# Diplodus puntazzo

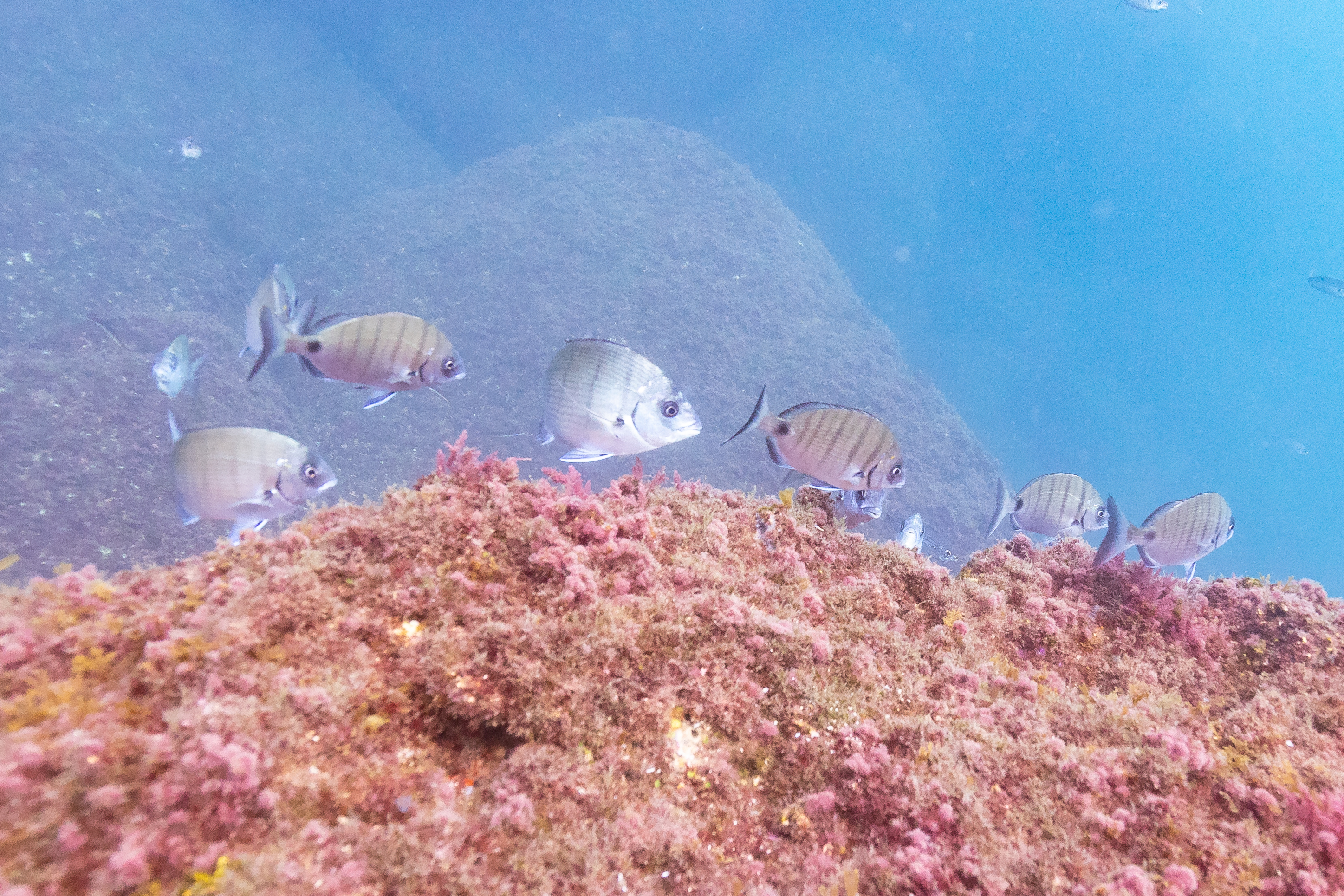
Grupo de sargos picudos en la isla de Mouro, Santander (España)

El sargo picudo (Diplodus puntazzo) es una especie de pez perciforme de la familia Sparidae.

## Descripción
La forma del cuerpo es ovalada y aplanada por los lados, con el hocico largo y puntiagudo. Su coloración es gris plateada, con de 7 a 11 líneas negras transversales y una gran mancha negra en el eje de la cola. Los machos pueden llegar alcanzar los 60 cm de longitud total.

## Distribución
Se encuentra en las  costas del Atlántico oriental (desde el mar Cantábrico hasta Sierra Leona, Cabo Verde e islas Canarias), el mar Mediterráneo y del mar Negro. También en Sudáfrica. 